# Các bản giao hưởng London của Haydn
Các bản giao hưởng London là các bản giao hưởng được nhà soạn nhạc người Áo Joseph Haydn sáng tác sau hai lần ghé thăm thành phố này vào các năm 1791-1792 và 1794. Chúng cũng được gọi là Các bản giao hưởng Salomon vì Haydn viết chúng theo yêu cầu của Johann Peter Salomon. Các bản giao hưởng London gồm các bản giao hưởng từ số 93 đến số 104, được sáng tác từ năm 1791 đến năm 1795. Đây được coi là các tác phẩm hay nhất của nhà soạn nhạc Áo này. Trong số này, nổi bật có:
- Giao hưởng số 94: Giật mình
- Giao hưởng số 96: Phép màu
- Giao hưởng số 100: Quân đội
- Giao hưởng số 101: Đồng hồ
- Giao hưởng số 102: Trống rung
- Giao hưởng số 104: London